# Абу Сахль аль-Кухі
Абу Сахль аль-Кухі — перський математик, і астроном, уродженець міста Кух (м. Амол) в Табаристані.
Аль-Кухі працював в Багдаді в один час з Абу-л-Вафою. У 988 році заснував тут нову обсерваторію. Аль-Біруні повідомляє, що в цій обсерваторії був інструмент, що представляв собою круглий будинок, в центрі стелі якого знаходився діоптр, через який проходили промені Сонця, і викреслювали на кулястій підлозі діаметром в 25 ліктів зображення добових паралелей.
Аль-Кухі перекладав твори Архімеда і Евкліда. Він був автором книг «Про ідеальний циркуль», «Про знаходження сторони семикутника в колі», «Про конструювання астролябії», «Про вимір параболоїда». Він займався розв'язом кубічних рівнянь.
Аль-Кухі висунув гіпотезу, що вага тіла може залежати від його відстані до центру Землі.